# Wereldkampioenschap libre
Het wereldkampioenschap libre (een spelsoort in het carambolebiljart) werd georganiseerd van 1928 t/m 1969. 
Recordwinnaars zijn de Fransman Jean Albert, de Spanjaard Juan Butrón en de Egyptenaar Edmond Soussa met elk drie titels.
Belgische winnaars zijn Raymond Ceulemans, Clément van Hassel en Théo Moons.
Beste Nederlanders zijn Cornelius van Vliet en Piet van de Pol met allebei een derde plaats als beste prestatie.
| Jaar | Locatie       | Goud                       | Zilver               | Brons                   | Ranglijst |
| ---- | ------------- | -------------------------- | -------------------- | ----------------------- | --------- |
| 1928 | Bazel SUI     | Edmond Soussa EGY          | Rudolphe Agassiz SUI | Emile Sicard FRA        | Ra.       |
| 1929 | Caïro EGY     | Edmond Soussa EGY          | Théo Moons BEL       | Raymundo Vives ESP      | Ra.       |
| 1930 | Barcelona ESP | Edmond Soussa EGY          | Théo Moons BEL       | Alfredo Ferraz POR      | Ra.       |
| 1931 | Vichy FRA     | Théo Moons BEL             | Edmond Soussa EGY    | René Gabriëls BEL       | Ra.       |
| 1932 | Espinho POR   | Juan Butrón ESP            | Edmond Soussa EGY    | Jacques Davin FRA       | Ra.       |
| 1933 | Rijsel FRA    | Walter Joachim GER         | Alfredo Ferraz POR   | Jean Albert FRA         | Ra.       |
| 1934 | Wenen AUT     | Jean Albert FRA            | Ernst Reicher AUT    | Juan Butrón ESP         | Ra.       |
| 1935 | Bordeaux FRA  | Jean Albert FRA            | Joaquín Domingo ESP  | Juan Butrón ESP         | Ra.       |
| 1936 | Mulhouse FRA  | Juan Butrón ESP            | Joaquín Domingo ESP  | Cornelius van Vliet NED | Ra.       |
| 1937 | Bern SUI      | Juan Butrón ESP            | Ernst Reicher AUT    | Constant Côte FRA       | Ra.       |
| 1938 | Marseille FRA | Jean Albert FRA            | Alfredo Ferraz POR   | Constant Côte FRA       | Ra.       |
| 1939 | Lausanne SUI  | Alfredo Ferraz POR         | Jean Galmiche FRA    | Juan Butrón ESP         | Ra.       |
| 1949 | Madrid ESP    | Clément van Hassel BEL     | Joaquín Domingo ESP  | Piet van de Pol NED     | Ra.       |
| 1950 | Madrid ESP    | Pedro Leopoldo Carrera ARG | Joaquín Domingo ESP  | Rafael Garcia ESP       | Ra.       |
| 1953 | Vigo ESP      | Pedro Leopoldo Carrera ARG | Joaquín Domingo ESP  | Clément van Hassel BEL  | Ra.       |
| 1964 | Vigo ESP      | José Gálvez ESP            | Jorge Pinto POR      | Jos Vervest BEL         | Ra.       |
| 1969 | Linz AUT      | Raymond Ceulemans BEL      | Jean Marty FRA       | José Gálvez ESP         | Ra.       |